# Плетневка (Брянская область)
Плетнёвка — деревня в Дубровском районе Брянской области, в составе Сещинского сельского поселения. Расположена в 3 км к югу от посёлка Сеща. Население — 12 человек (2010).

## История
Упоминается с XIX века (также называлась Летяга, Летяги), до 1929 года входила в Рославльский уезд Смоленской губернии (с 1861 — в составе Сергиевской волости, с 1922 в Епишевской, с 1924 в Сещенской волости).
| Годы      | 1859 | 1904 | 1979 | 1989 | 2002 | 2010 |
| --------- | ---- | ---- | ---- | ---- | ---- | ---- |
| Население | 73   | 78   | 51   | 21   | 11   | 12   |